# Porthmeia bicolora
Porthmeia bicolora är en fjärilsart som beskrevs av George Thomas Bethune-Baker 1908. Porthmeia bicolora ingår i släktet Porthmeia och familjen tofsspinnare. Inga underarter finns listade i Catalogue of Life.